# Gornje Žapsko
Gornje Žapsko (izvirno srbsko Горње Жапско) je naselje v Srbiji, ki upravno spada pod Mesto Vranje; slednja pa je del Pčinjskega upravnega okraja.

## Demografija
V naselju živi 92 polnoletnih prebivalcev, pri čemer je njihova povprečna starost 44,8 let (44,8 pri moških in 44,8 pri ženskah). Naselje ima 31 gospodinjstev, pri čemer je povprečno število članov na gospodinjstvo 3,19.
To naselje je, glede na rezultate popisa iz leta 2002, večinoma srbsko, a v času zadnjih treh popisov je opazno zmanjšanje števila prebivalcev.
|  |

| Demografija | Demografija     | Demografija     |
| Leto        | Št. prebivalcev | Št. prebivalcev |
| ----------- | --------------- | --------------- |
|             |                 |                 |
|             |                 |                 |
|             |                 |                 |
|             |                 |                 |
| 1948        | 230             |                 |
| 1953        | 204             |                 |
| 1961        | 193             |                 |
| 1971        | 180             |                 |
| 1981        | 154             |                 |
| 1991        | 115             | 115             |
| 2002        | 109             | 109             |
|             |                 |                 |

| Etnična sestava po popisu iz leta 2002 | Etnična sestava po popisu iz leta 2002 | Etnična sestava po popisu iz leta 2002 | Etnična sestava po popisu iz leta 2002 | Etnična sestava po popisu iz leta 2002 |
| -------------------------------------- | -------------------------------------- | -------------------------------------- | -------------------------------------- | -------------------------------------- |
| Srbi                                   | Srbi                                   |                                        | 108                                    | 99,08%                                 |
| Neznano                                | Neznano                                |                                        | 0                                      | 0,0%                                   |